# Tamasia variegata
Tamasia variegata är en nattsländeart som beskrevs av Martin E. Mosely 1936. Tamasia variegata ingår i släktet Tamasia och familjen Calocidae. Inga underarter finns listade i Catalogue of Life.